# Ostia Antica, Rom
Ostia Antica är Roms trettiofemte zon och har beteckningen Z. XXXV. Zonen Ostia Antica bildades år 1961.

## Kyrkobyggnader
- Sant'Aurea

## Arkeologiska lokaler
- Area archeologica di Ostia Antica

## Övrigt
- Cimitero di Ostia Antica
- Borgo Gregoriopoli
- Casone pontificio del Sale
- Castello di Giulio II
- Riserva naturale Litorale romano
- Parco dei Ravennati
- Ponte della Scafa eller di Tor Boacciana
- Giardino Filippo Iaia

## Kommunikationer
- Järnvägsstationen Ostia Antica på linjen Roma-Lido

## Bilder
| - Basilikan Sant'Aurea. |